# Peter Handke
Peter Handke (AFI: [ˈpeːtɐ ˈhantkə]) (Griffen, 6 dicembre 1942) è uno scrittore, drammaturgo, saggista, poeta, reporter di viaggio, sceneggiatore e regista austriaco.

## Biografia
Handke nasce a Griffen, nella Carinzia (la regione più meridionale dell'Austria), nel 1942 da padre austriaco e da madre facente parte della minoranza slovena della regione, morta suicida nel 1971, evento che segnerà profondamente il giovane Handke (alla prematura morte della madre l'autore dedicherà poi il romanzo semi-autobiografico Infelicità senza desideri). Il legame con le sue radici slovene materne, dato anche per la prossimità geografica con l'allora Slovenia jugoslava, gli stimolò fin dalle prime opere l'interesse per la regione balcanica. Handke ha studiato giurisprudenza presso l'Università di Graz, ma senza laurearsi, perché si è dedicato presto alla letteratura in modo esclusivo e molto assorbente, prima attraverso dei pezzi teatrali, poi con racconti, romanzi, saggi, poesie e diari, ai quali si può aggiungere anche qualche esperienza di sceneggiatore per il cinema.
Si è fatto notare per lo spirito polemico nei confronti della generazione di scrittori che includeva Alfred Andersch, Heinrich Böll, Ilse Aichinger e Ingeborg Bachmann, dalla quale fu invitato nel 1966 a recarsi a Princeton, negli Stati Uniti, da dove tornò in Europa per dedicarsi alla letteratura d'avanguardia.

Particolare eco ebbe il suo Insulti al pubblico, che lo metteva in posizione di sperimentatore e «outsider». Presto si dedicò però all'introspezione con una scrittura densa e minimale, altamente descrittiva e ricca di visioni quasi cinematografiche che lo hanno fatto paragonare a Alain Robbe-Grillet e altri francesi della «école du regard». Dal suo romanzo Prima del calcio di rigore (Die Angst des Tormanns beim Elfmeter, 1970) il regista Wim Wenders, con il quale aveva avuto altre collaborazioni, trae il film omonimo. I due sono tornati a collaborare per il film Il cielo sopra Berlino.
(da Lied vom Kindsein, in Il cielo sopra Berlino)
Nel 1978 Handke ha diretto il film La donna mancina (Die linkshändige Frau), tratto dal proprio omonimo romanzo pubblicato nel 1976. Alla situazione dell'ex-Jugoslavia ha dedicato tre lunghi reportage, e per solidarietà contro i bombardamenti sui civili in Bosnia ha rifiutato il premio Büchner; si sentiva legato a quel tormentato territorio, anche per via delle origini etniche della madre.

## Controversie
Sull'assegnazione allo scrittore del premio Nobel esponenti del mondo della cultura, tra cui Jennifer Egan e Salman Rushdie, sollevarono aspre critiche a causa della sua presunta vicinanza alla politica di Slobodan Milošević, a cui s'accodarono anche le associazioni dei parenti delle vittime della strage di Srebrenica e l'ambasciatrice del Kosovo negli Stati Uniti d'America. In riferimento a tali critiche, Handke dichiarò d'aver manifestato un pensiero a titolo di scrittore e non di giornalista e che le sue non sono idee politiche.
Posizioni di netta contrarietà all'assegnazione di tale riconoscimento vennero manifestate anche dal presidente turco Recep Tayyip Erdoğan, dall'omologo kosovaro Hashim Thaçi e dal premier albanese Edi Rama. Il movimento Le madri di Srebrenica chiese che gli venisse revocato il premio Nobel alla luce delle posizioni negazioniste tenute dallo scrittore in riferimento alle stragi compiute dai serbi durante le guerre jugoslave.

## Opere

### Romanzi
- Die Hornissen, 1966

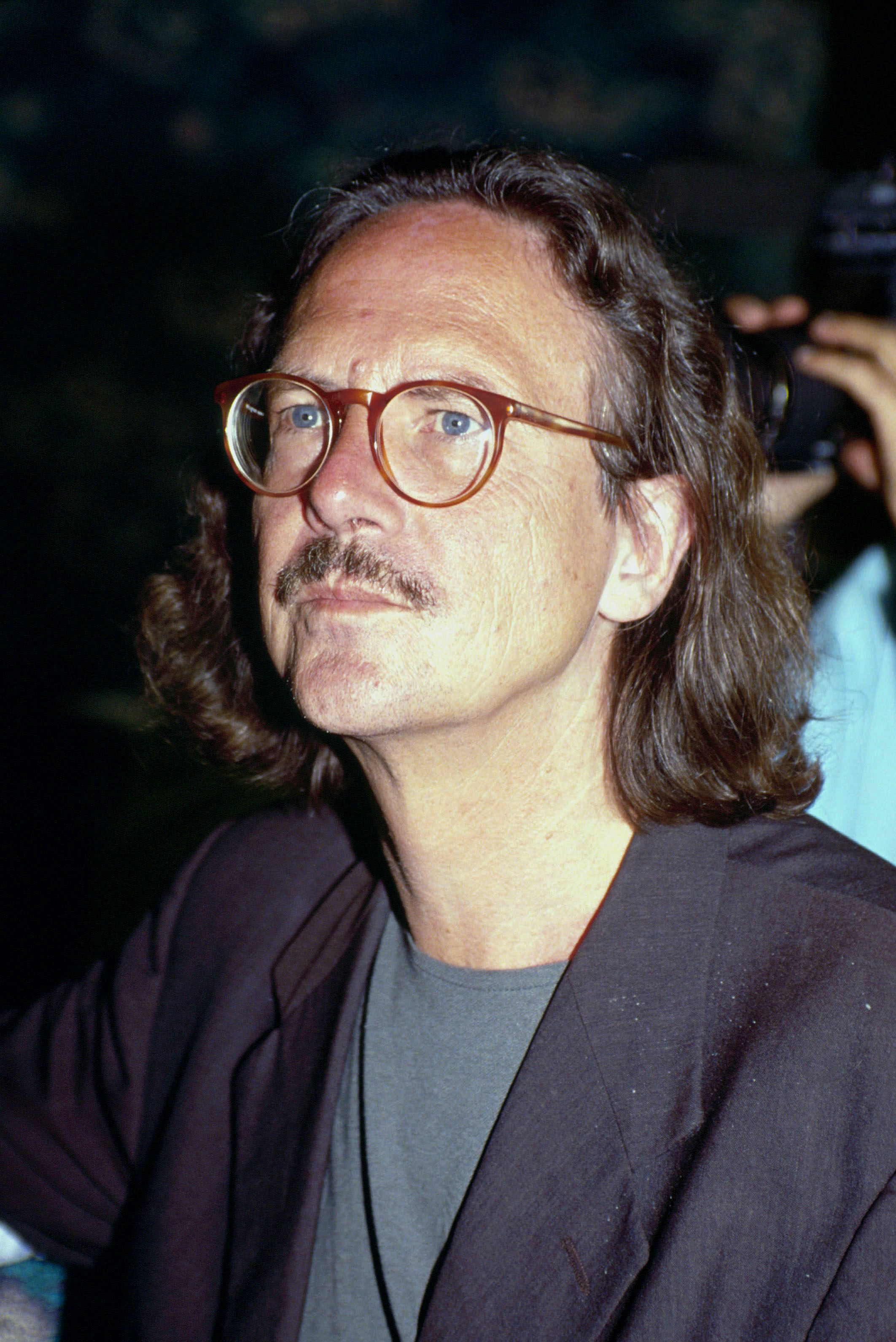
Peter Handke, giurato alla Mostra del cinema di Venezia del 1983

  - I Calabroni, trad. Bruna Bianchi, con uno scritto di Wendelin Schmidt-Dengler, Milano: SE, 1990; Mondadori, 1992; SE, 2004; Guanda, 2019
- Der Hausierer, 1967
  - L'ambulante, trad. Maria Canziani, Milano: Feltrinelli, 1970; Guanda, 2017
- Die Angst des Tormanns beim Elfmeter, 1970
  - Prima del calcio di rigore, trad. Bruna Bianchi, Milano: Feltrinelli, 1971; Guanda, 2016
- Der kurze Brief zum langen Abschied, 1972
  - Breve lettera del lungo addio, trad. Bruna Bianchi, Milano: Feltrinelli, 1971
- Wunschloses Unglück, 1972
  - Infelicità senza desideri, trad. Bruna Bianchi, nota critica di Giorgio Cusatelli, Milano: Garzanti, 1976
- Die Stunde der wahren Empfindung, 1975
  - L'ora del vero sentire, trad. Ludovico Bianchi, Milano: Garzanti, 1980
- Die linkshändige Frau, 1976
  - La donna mancina, trad. Anna Maria Carpi, Milano: Garzanti, 1979; Guanda, 2020
- Langsame Heimkehr, 1979
  - Lento ritorno a casa, trad. e postfazione Rolando Zorzi, Milano: Garzanti, 1986
- Kindergeschichte, 1981
  - Storia con bambina, trad. Rolando Zorzi, Milano: Garzanti, 1982
- Der Chinese des Schmerzes, 1983
  - Il cinese del dolore, trad. e postfazione di Rolando Zorzi, Milano: Garzanti, 1988
- Die Wiederholung, 1986
  - La ripetizione, trad. e postfazione Rolando Zorzi, Milano: Garzanti, 1990; Guanda, 2021
- Die Abwesenheit. Ein Märchen, 1987
  - L'assenza. Una fiaba, trad. e postfazione Rolando Zorzi, Milano: Garzanti, 1991
- Nachmittag eines Schriftstellers, 1987
  - Pomeriggio di uno scrittore, trad. Giovanna Agabio, Parma: Guanda, 1987
- Mein Jahr in der Niemandsbucht. Ein Märchen aus den neuen Zeiten, 1994
  - Il mio anno nella baia di nessuno, trad. Claudio Groff, Milano: Garzanti, 1996
- In einer dunklen Nacht ging ich aus meinem stillen Haus, 1997
  - In una notte buia uscii dalla mia casa silenziosa, trad. e postfazione di Rolando Zorzi, Milano: Garzanti, 1998; Guanda, 2022
- Lucie im Wald mit den Dingsda, 1999
  - Lucia nel bosco con quelle cose lì, trad. Umberto Gandini, Milano: Garzanti, 2001
- Der Bildverlust oder Durch die Sierra de Gredos, 2002
  - Le immagini perdute ovvero attraverso la Sierra de Gredos, trad. Claudio Groff, Milano: Garzanti, 2004
- Don Juan (erzählt von ihm selbst), 2004
  - Don Giovanni (raccontato da lui stesso), trad. Claudio Groff, Milano: Garzanti, 2007
- Kali. Eine Vorwintergeschichte, 2007
  - La montagna di sale. Una storia di inizio inverno, trad. collettiva della Scuola di Traduttori Editoriali, Milano: Garzanti, 2011
- Die morawische Nacht, 2008
  - La notte della Morava, trad. Claudio Groff, Milano: Garzanti, 2012
- Der große Fall, 2011
  - Il grande evento, trad. Claudio Groff, Milano: Garzanti, 2019
- Die Obstdiebin oder Einfache Fahrt ins Landesinnere, 2017
  - La ladra di frutta o Un semplice viaggio nell'entroterra, trad. Alessandra Iadicicco, Milano: Guanda, 2019
- Das Zweite Schwert. Eine Maigeschichte, 2020
  - La seconda spada. Una storia di maggio, trad. Alessandra Iadicicco, Milano: Guanda, 2020

### Antologie
- Prosa, Gedichte, Theaterstücke, Hörspiele, Aufsätze, 1969 - antologia
- Stücke 1, 1972 - antologia teatrale
- Stücke 2, 1973 - antologia teatrale
- Der Rand der Wörter. Erzählungen, Gedichte, Stücke, 1975 - antologia
- Langsam im Schatten. Gesammelte Verzettelungen 1980-1992, 1992 - antologia
  - Lentamente nell'ombra. Raccolta di fogli sparsi 1980-1992, trad. Silvia Zanetti, a cura di Paolo Perticari, Milano: Marinotti, 2005
- Mündliches und Schriftliches. Zu Büchern, Bildern und Filmen 1992-2000, 2002 - antologia
- Meine Ortstafeln. Meine Zeittafeln. Essays 1967-2007, 2007 - antologia

### Saggi
- Geschichten aus dem Wienerwald von Ödön von Horvath, Nacherzählung, 1970
- Ich bin ein Bewohner des Elfenbeinturms, 1972
- Als das Wünschen noch geholfen hat. Gedichte, Aufsätze, Texte, Fotos, 1974
- Versuch über die Müdigkeit, 1989
  - Saggio sulla stanchezza, trad. Emilio Picco, postfazione di Rolando Zorzi, Milano: Garzanti, 1991
- Versuch über die Jukebox, 1990
  - Saggio sul juke-box, trad. Enrico Ganni, postfazione di Rolando Zorzi, Milano: Garzanti, 1992
- Versuch über den geglückten Tag. Ein Wintertagtraum, 1991
  - Saggio sulla giornata riuscita. Sogno di un giorno d'inverno, trad. e postfazione di Rolando Zorzi, Milano: Garzanti, 1993
- Rund um das Große Tribunal, 2003
- Die Tablas von Daimiel, 2005
- Die Kuckucke von Velica Hoca, 2009
- Die Geschichte des Dragoljub Milanović, 2011
- Versuch über den Stillen Ort, 2012
  - Saggio sul luogo tranquillo, trad. Alessandra Iadicicco, Parma: Guanda, 2014
- Versuch über den Pilznarren. Eine Geschichte für sich, 2013
  - Saggio sul raccoglitore di funghi, trad. Alessandra Iadicicco, Parma: Guanda, 2015

### Diari di viaggio
- Die Lehre der Sainte-Victoire, 1980
  - Nei colori del giorno, trad. Claudio Groff, Milano: Garzanti, 1985
- Abschied des Träumers vom Neunten Land, 1991
- Eine winterliche Reise zu den Flüssen Donau, Save, Morawa und Drina oder Gerechtigkeit für Serbien, 1996
  - Un viaggio d'inverno ai fiumi Danubio, Sava, Morava e Drina, ovvero giustizia per la Serbia, trad. Claudio Groff, Torino: Einaudi, 1996
- Sommerlicher Nachtrag zu einer winterlichen Reise, 1996
  - Appendice estiva a un viaggio d'inverno, trad. Claudio Groff, Torino: Einaudi, 1997
- Ein Wortland. Eine Reise durch Kärnten, Slowenien, Friaul, Istrien und Dalmatien mit Liesl Ponger, 1998
- Unter Tränen fragend. Nachträgliche Aufzeichnungen von zwei Jugoslawien-Durchquerungen im Krieg, März und April 1999, 2000
  - Un disinvolto mondo di criminali. Annotazioni a posteriori su due attraversamenti della Iugoslavia in guerra - marzo e aprile 1999, trad. Claudio Groff, Torino: Einaudi, 2002

### Racconti
- Begrüßung des Aufsichtsrates, 1967
  - Storie del dormiveglia, trad. Roberto Menin, Milano: Guanda, 1983; 2014

- Mein Tag im anderen Land. Eine Dämonengeschichte, 2021
  - La mia giornata nell'altra terra. Una storia di demoni, trad. Alessandra Iadicicco, Milano: Guanda, 2022

### Poesie
- Deutsche Gedichte, 1969
- Die Innenwelt der Außenwelt der Innenwelt, 1969
  - Il mondo interno dell'esterno dell'interno, trad. Bruna Bianchi, introduzione di Johann Drumbl, Milano: Feltrinelli, 1980
- Das Ende des Flanierens. Gedichte, 1977
  - trad. Raoul Precht, Milano: Guanda, 1981
- Gedicht an die Dauer, 1986 (già in Die Wiederholung)
  - Canto alla durata, trad. Hans Kitzmüller, Brazzano: Braitan, 1988; Torino: Einaudi, 1995
- Gedichte, 1987
- Leben ohne Poesie. Gedichte, 2007

### Teatro
- Der Jasager und der Neinsager, 1966
- Weissagung (Profezia), 1966
  - trad. Maria Canziani, in Teatro, Milano: Feltrinelli, 1969
- Selbstbezichtigung (Autodiffamazione), 1966
  - trad. Maria Canziani, in Teatro, Milano: Feltrinelli, 1969
- Publikumsbeschimpfung und andere Sprechstücke, 1966
  - Insulti al pubblico, trad. Enrico Filippini, Milano: Feltrinelli, 1968; poi in Teatro, 1969
- Hilferufe (1967)
- Kaspar, 1967
  - Kaspar, trad. Maria Canziani, in Teatro, Milano: Feltrinelli, 1969
- Das Mündel will Vormund sein, 1969
- Quodlibet, 1970
- Der Ritt über den Bodensee (La cavalcata sul Lago di Costanza), 1971
- Die Unvernünftigen sterben aus, 1973
  - Esseri irragionevoli in via di estinzione, trad. Enrico De Angelis, Torino: Einaudi, 1976
- Über die Dörfer, 1981 
  - Attraverso i villaggi, trad. Rolando Zorzi, Milano: Garzanti, 1984
- Das Spiel vom Fragen oder Die Reise zum sonoren Land, 1989
  - Il gioco del chiedere, ovvero Il viaggio nella Terra Sonora, trad. e postfazione di Rolando Zorzi, Milano: Garzanti, 1993
- Die Stunde, da wir nichts voneinander wußten. Ein Schauspiel, 1992
  - L'ora in cui non sapevamo niente l'uno dell'altro, trad. Rolando Zorzi, Milano: Garzanti, 1994
- Die Theaterstücke, 1992
- Die Kunst des Fragens, 1994
- Zurüstungen für die Unsterblichkeit. Königsdrama, 1997
- Die Fahrt im Einbaum oder Das Stück zum Film vom Krieg, 1999
- Untertagblues. Ein Stationendrama, 2003
- Warum eine Küche? (francese/tedesco), 2003
- Spuren der Verirrten, 2006
- Bis daß der Tag euch scheidet oder Eine Frage des Lichts, 2008
- Immer noch Sturm, 2010
- Die schönen Tage von Aranjuez. Ein Sommerdialog, 2012

### Sceneggiature e drammi radiofonici
- Wind und Meer. Vier Hörspiele, 1970
- Chronik der laufenden Ereignisse, 1971
- Falsche Bewegung, 1975
  - Falso movimento, trad. Lorenza Venturi, Parma: Guanda, 1991; 2008
- Der Himmel über Berlin (Il cielo sopra Berlino), con Wim Wenders, 1987

### Traduzioni
- Shakespeare: Das Wintermärchen,1991
- Sophokles: Ödipus auf Kolonos, 2003

### Frammenti
- Das Gewicht der Welt. Ein Journal (Il peso del mondo), 1977
- Die Geschichte des Bleistifts, 1982
  - La storia della matita, trad. Emilio Picco, Parma: Guanda, 1992
- Phantasien der Wiederholung, 1983
- Noch einmal für Thukydides, 1990
  - Ancora una volta per Tucidide o Epopea del baleno, trad. e postfazione di Hans Kitzmüller, Brazzano: Braitan, 1997
  - Epopea del baleno o Ancora una volta per Tucidide, trad. Lydia Salerno, Parma: Guanda, 1993
- Am Felsfenster morgens. Und andere Ortszeiten 1982 - 1987, 1998
  - Alla finestra sulla rupe, di mattina (e altri momenti e luoghi 1982-1987), trad. Umberto Gandini, Milano: Garzanti, 2003
- Gestern unterwegs. Aufzeichnungen November 1987 bis Juli 1990, 2005
- Ein Jahr aus der Nacht gesprochen, 2010
  - Un anno parlato dalla notte, trad. Elisabeth Zoja e Antonio Annunziata, prefazione di Eva Pattis, postfazione di Flavio Ermini, Bergamo: Moretti & Vitali, 2013
- Vor der Baumschattenwand nachts. Zeichen und Anflüge von der Peripherie 2007-2015, 2016
  - Di notte, davanti alla parete con l'ombra degli alberi, trad. Alessandra Iadicicco, Milano: Settecolori, 2022

### Interviste e conversazioni
- Aber ich lebe nur von den Zwischenräumen, 1987
  - Intervista sulla scrittura, trad. Monika Maria Mechel, azione di Claudio Calzana, Bergamo: Lubrina, 1990
- Noch einmal vom Neunten Land, 1993
  - Ai confini e nei dintorni del nono paese, trad. e postfazione di Hans Kitzmüller, Brazzano: Braitan, 1994

## Premi e riconoscimenti
- Premio Franz Kafka (2009)
- cittadino onorario di Belgrado (2015)

## Onorificenze

### Onorificenze straniere
- Il 10 maggio 2021 Peter Handke è stato decorato dal Presidente Serbo Aleksandar Vučić con l'ordine di "Karađorđe", con la motivazione "per tutto quello che ha fatto per il nostro paese, per la nostra Serbia". Ha ricevuto anche altri premi dalla Repubblica Srpska in Bosnia.